# Icedove
IceDove foi um cliente de correio eletrônico, grupos de notícias e RSS de código aberto exclusivamente destinado às distribuições Linux baseadas no Debian. Foi idêntico ao Mozilla Thunderbird, que não podia ser distribuído juntamente com o Debian por ter nome e ícone registrados como marca pela Fundação Mozilla. Literalmente, IceDove significa Pomba de Gelo.
Os problemas legais foram resolvidos em 2017. Com isso, o Thunderbird voltou a ser distribuído no Debian.